# Xertigny
Xertigny è un comune francese di 2 814 abitanti situato nel dipartimento dei Vosgi, nella regione del Grand Est.

## Storia

### Simboli
Lo stemma comunale riprende quello della Lorena, sostituendo i tre alerioni con i  ferri d'ancoraggio la cui forma ricorda la lettera X, iniziale di Xertigny.

## Società

### Evoluzione demografica
Abitanti censiti